# Karl Trotzig

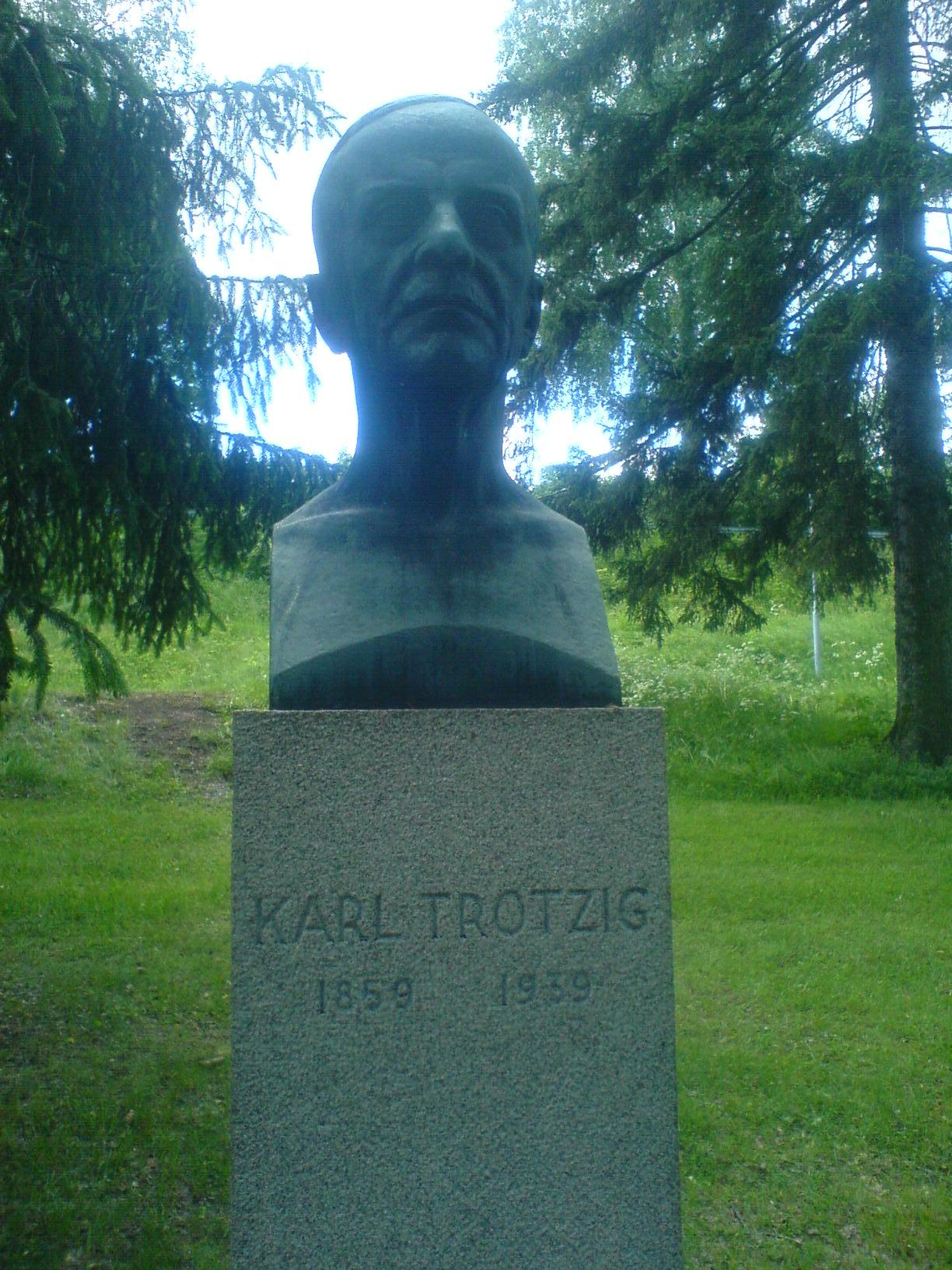
Byst av Karl Trotzig i Hedemora gammelgård, gjord av Arvid Backlund, avtäckt 12 november 1939, två månader efter hans bortgång.

Karl Emanuel Trotzig, född 12 november 1859 i Flens socken, Södermanlands län, död 14 september 1939 i Hedemora stadsförsamling, Kopparbergs län, var en svensk amatörhistoriker. 
Han var grundare av Hedemora gammelgård och medgrundare till Dalarnas fornminnes- och hembygdsförbund.

## Biografi

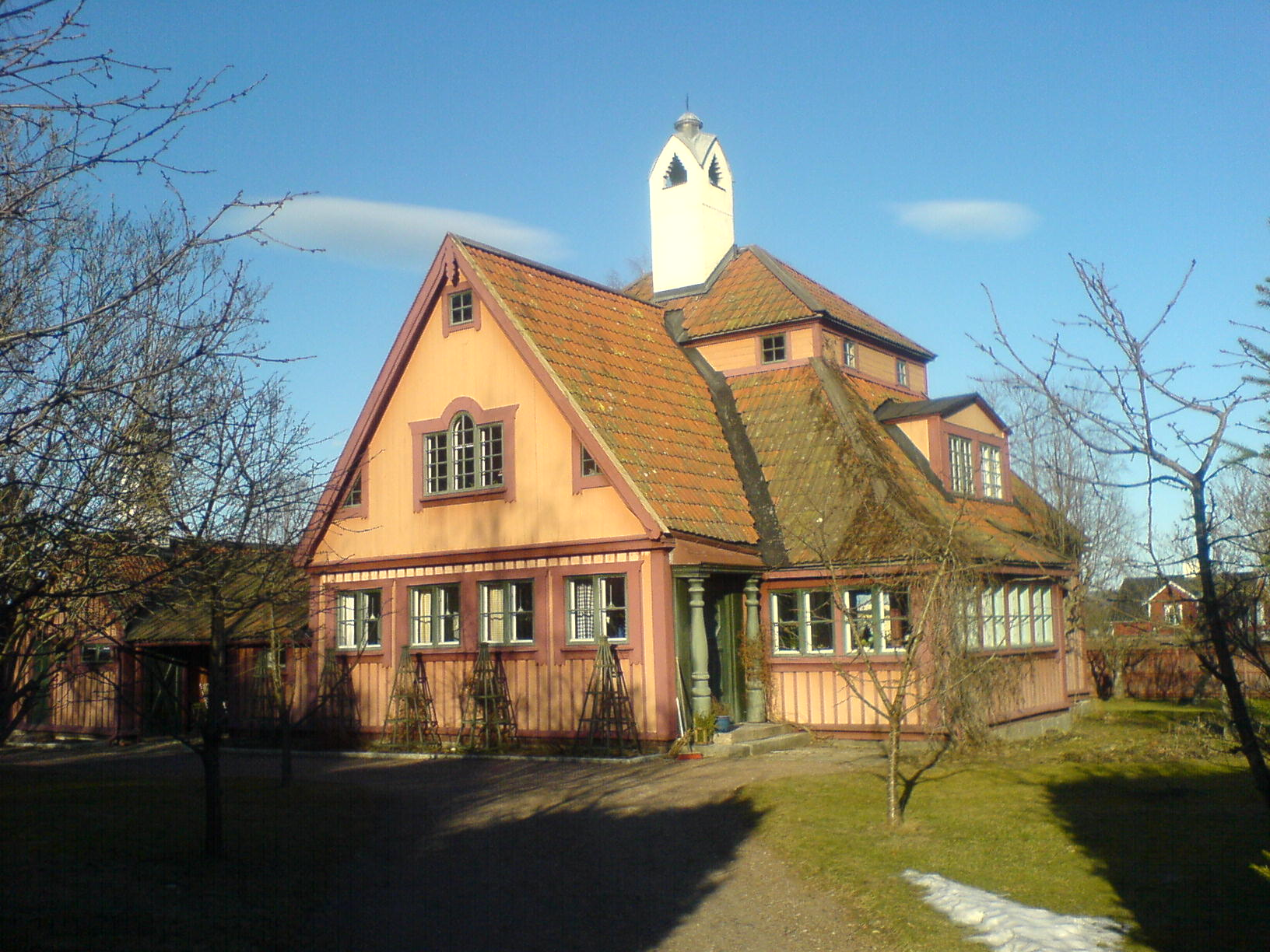
Trotzgården.

Karl Trotzig tog examen 1879 vid Tekniska elementarläroverket i Norrköping. År 1880 fick han anställning vid Södra Dalarnas järnväg i Hedemora som kontorsskrivare, senare järnvägskontrollör. År 1885 gifte han sig med Hilda Samuelsson, en av döttrarna till verkställande direktören för järnvägsbolaget. De fick en dotter, Margit, född 1888, och 1901 flyttade familjen in i Trotzgården, ett hus ritat av Lars Israel Wahlman i samspråk med Trotzig. Han tog över sin svärfars arbete som kamrer 1905 i Södra Dalarnes Järnvägsaktiebolag. Trotzigs svärfar var rådmannen Per Gustaf Samuelsson, mångårig verkställande direktör i Södra Dalarnes Järnvägs AB. P G Samuelsson gick bort 1909, och året efter tog Karl Trotzig ut skilsmässa från sin hustru Hilda, född Samuelsson. Skilsmässan blev officiell den 16 november 1910, och den 17 december samma år gifte Karl Trotzig om sig med 25-åriga Vera Lagerholm från Uppsala, som var endast 3 år äldre än Karl Trotzigs egen dotter Margit. Karl Trotzig och Vera Lagerholm fick tre barn mellan 1912 och 1917. Hans första hustru Hilda Trotzig levde ensam och dog av cancer 1917. År 1926 valdes Trotzig till rådman, vilket han var till rådhusrättens upphörande 1936. Karl och Vera Trotzig är begravda på Hedemora kyrkogård.
Karl Trotzig var god vän med Erik Axel Karlfeldt och de två umgicks mycket ofta i Trotzigs hem från 1897 framemot 1910-talet.

## Politik
Karl Trotzig var ledamot av stadsfullmäktige mellan åren 1891 och 1921. Han var med och drev igenom bland annat ett nytt VA-system 1894, där han även satt som ordförande för byggnadskommittén och blev chef för det nya vattenverket från dess färdigställande 1896 fram till 1935. Trotzig var även med och bidrog till elektrifieringen av staden. År 1899 blev han ordförande i Belysningsföreningen och 1901 beslutades att ett kolkraftverk skulle byggas i Petersburg, vid nuvarande Gammelgården. Detta stod färdigt 1903 och ett vattenkraftverk i Katrinedal färdigställdes 1906. År 1916 kunde strömmen från Älvkarleby kraftstation levereras till Hedemora, varpå dessa båda verk ersattes med en transformatorstation, Elkyrkan, vid sjön Hönsans norra ände. Trotzig var Hedemoras elektricitetschef.

## Föreningsliv

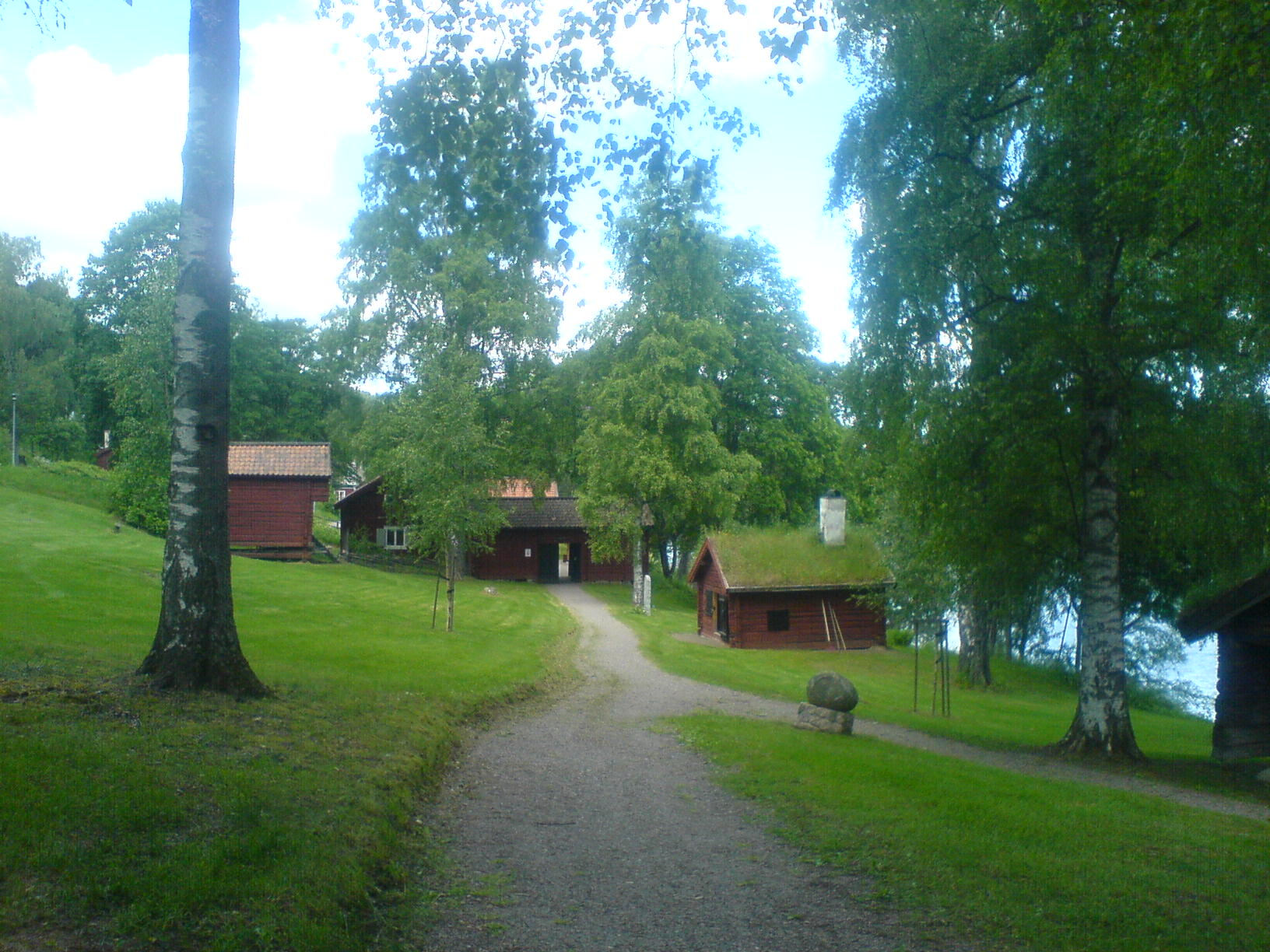
Hedemora gammelgård.

Karl Trotzig var aktiv i föreningen De Diskuterande Vännerna, bildad 1886. Föreningen drev frågan om ett läsrum och lånebibliotek i Hedemora 1887, och när staden tillsatte en bibliotekskommitté för att utreda frågan blev han ordförande.
År 1889 gick Karl Trotzig med i Svenska Turistföreningen och blev ombud för Hedemora 1899. Mellan 1908 och 1934 bidrog han med fem upplagor av Turistföreningens resehandbok för Dalarna.
År 1908 tog Trotzig initiativet till att bilda Föreningen Hedemora Gammelgård, och det första huset till gammelgården köptes in redan samma år. Gammelgårdsparken utformades och planterades 1914, och 1915 öppnade gammelgården för besökare.
Några veckor efter invigningen av Hedemora gammelgård träffades ett flertal hembygdsintresserade personer i Älvdalen, för invigningen av gammelgården i Rots skans. Detta är upptakten till bildandet av Dalarnas fornminnes- och hembygdsförbund, som formellt bildas hemma hos Gustaf Ankarcrona i Tällberg ytterligare några veckor senare, dit Karl Trotzig hade med sig ett färdigskrivet förslag till stadgar och även valdes till vice ordförande i föreningen.
Karl Trotzig var även aktiv för Brunnsviks folkhögskola och designade skolans emblem med en fackla och ett järnmärke med bokstaven B inuti.

## Historikern Trotzig
Karl Trotzig odlade ett stort intresse för Dalarnas historia och var redaktör för boken Minnesblad från Dalarne, ett av de allra första hembygdsböckerna i landet. År 1938 var hans manuskript till boken Hedemora stads historia färdigt, men boken gavs ut först 1943, fyra år efter hans bortgång.